# The Wild Hunt (Kristian Matsson)
The Wild Hunt is het tweede studioalbum van de Zweedse singer-songwriter Kristian Matsson, beter bekend als The Tallest Man on Earth. Het werd op 13 april 2010 door Dead Oceans Records uitgebracht. Het album werd betrekkelijk positief ontvangen met een gemiddelde score van 82 volgens Metacritic en werd door 3VOOR12 benoemd tot album van de week. Het nummer "King of Spain", dat Matsson in 2009 al backstage zong na een optreden op Lowlands, werd als eerste single uitgebracht op 2 maart 2010. De albumhoes werd ontworpen door Daniel Murphy en Niclas Stenholm.

## Composities
Alle muziek en teksten zijn geschreven door Kristian Matsson. 
| 1.                 | The Wild Hunt           | 3:21 |
| 2.                 | Burden of Tomorrow      | 3:33 |
| 3.                 | Troubles Will Be Gone   | 3:01 |
| 4.                 | You're Going Back       | 3:04 |
| 5.                 | The Drying of the Lawns | 2:57 |
| 6.                 | King of Spain           | 3:26 |
| 7.                 | Love Is All             | 4:15 |
| 8.                 | Thousand Ways           | 2:53 |
| 9.                 | A Lion's Heart          | 3:15 |
| 10.                | Kids on the Run         | 4:52 |
| Totale duur: 34:37 |                         |      |

## Hitnotering
| The Wild Hunt in de Nederlandse Album Top 100 -- binnen: 11-09-2010 | The Wild Hunt in de Nederlandse Album Top 100 -- binnen: 11-09-2010 | The Wild Hunt in de Nederlandse Album Top 100 -- binnen: 11-09-2010 |
| Week                                                                | 1                                                                   |                                                                     |
| ------------------------------------------------------------------- | ------------------------------------------------------------------- | ------------------------------------------------------------------- |
| Nummer                                                              | 82                                                                  | uit                                                                 |